# ريتشارد كروفورد (لاعب غولف)
ريتشارد كروفورد (بالإنجليزية: Richard Crawford)‏ هو لاعب غولف أمريكي، ولد في 27 يونيو 1939 في إل دورادو في الولايات المتحدة.

## وصلات خارجية
- ريتشارد كروفورد على موقع رابطة لاعبي الغولف المحترفين (الإنجليزية)